# Tri dnja doždja
Tri dnja doždja (in russo Три дня дождя?) è un gruppo musicale russo formatosi nel 2019. È attualmente costituito dal cantante Gleb Viktorov, e dai musicisti Danili Baslin, Nikolaj Sadkov e Grigorij Smirnickij.

## Storia del gruppo
Il gruppo si è fatto conoscere dopo aver pubblicato l'album in studio d'esordio, dal titolo Ljubov', addikcija i marafony. Nell'estate seguente è uscito il secondo LP, intitolato Kogda ty otkroeš' glaza.
Nel marzo 2022 sono stati incisi Vina, primo ingresso del gruppo nella Russia Songs, e Vydychaj, una collaborazione con Zivert tratta dal terzo LP Bajpolar.
Melancholia, presentato nell'ottobre 2023, ha esordito al 4º posto nella Latvijas straumētāko albumu. L'album contiene Za kraj, candidato per un premio Viktorija, e la hit Proščanie, la prima top five del gruppo nella Latvijas straumētāko singlu e primo ingresso nella top 50 bielorussa; la canzone è successivamente finita in lizza per il premio Viktorija al miglior artista o gruppo rock.
È stato premiato nella categoria di miglior gruppo alla gala musicale di Muz-TV nel giugno 2024. Il loro quinto LP Vischolding è stato messo in commercio nell'aprile 2025 ed è costituito da quattordici tracce. Hanno ricevuto il premio Muz-TV alla miglior cover per Zemlja, interpretata assieme a Tosja Čajkina, a circa un mese e mezzo di distanza.

## Formazione
Attuale
- Gleb Viktorov – voce
- Danili Baslin
- Nikolaj Sadkov
- Grigorij Smirnickij

Ex componenti
- Nev'jan Maksimcev
- Tichon Baslin
- Mari Goraš

## Discografia

### Album in studio
- 2020 – Ljubov', addikcija i marafony
- 2021 – Kogda ty otkroeš' glaza
- 2022 – Bajpolar
- 2023 – Melancholia
- 2025 – Vischolding

### EP
- 2020 – Pepel
- 2023 – Akustika

### Singoli
- 2019 – Krasota
- 2020 – Ne kirjaj (con Mukka)
- 2020 – Moj druz'ja
- 2020 – Bye-Bye
- 2020 – Begi ot menja
- 2020 – Tebja ljubit'
- 2020 – Trably (con Lowlife)
- 2020 – Privyčka
- 2021 – Esli ja umru
- 2021 – Kosmos (con Lali)
- 2021 – Gde ty
- 2021 – Vsë iz-za tebja
- 2021 – Voda (con Mukka)
- 2021 – Maloletki (con Mukka)
- 2021 – Part of Me (con Call Me Karizma)
- 2022 – Vina
- 2022 – Vydychaj (con Zivert)
- 2022 – Otpuskaj
- 2022 – Ja i odinočestvo
- 2022 – Perezimuju (con Naša Tanja)
- 2023 – Za kraj
- 2023 – Kristalličeskie ljarvy
- 2023 – Kryptonite (con Call Me Karizma)
- 2024 – Temperatura (con Polnalyubvi)
- 2024 – Skučaju po tebe (con Neispravnost')
- 2024 – Zemlja (con Tosja Čajkina)
- 2024 – Tri dnja do večnosti (con Sergej Bobunec)
- 2025 – Privet
- 2025 – Pis'mo